# Böhme Chemie
Die Dr. Th. Böhme KG, Chem. Fabrik GmbH & Co. war ein Chemieunternehmen, das seit 1879 zunächst in Dresden, später in Geretsried  Produkte zur Veredelung von Textilien und Leder herstellte.

## Geschichte
Das Unternehmen wurde 1879 von Adolf Theodor Böhme in Dresden gegründet und hatte dort ihren Sitz bis zu ihrer Zerstörung 1945. Nach der Flucht in den Westen errichtete Theodor Böhme 1946 zunächst in Hilpoltstein bei Nürnberg ein neues Werk. 1948 erfolgte der Umzug nach Geretsried auf das Gelände eines ehemaligen Sprengstoffwerks im heutigen Ortsteil Gartenberg. Die Zahl der Mitarbeiter stieg von 27 im Jahr 1949, auf 220 im Jahr 1969 bis auf 570 im Jahr 1991. Die Firma ging weltweit Kooperationen ein und gründete Tochtergesellschaften im Ausland. Der Weltumsatz lag 2004 bei 145 Millionen Euro.
Mitglieder der Familie Böhme waren bis 1999 waren in der Geschäftsführung vertreten.
Im August 2006 wurde Böhme an den Farbstoffhersteller DyStar verkauft. Nach der Insolvenz von DyStar wurde der Standort am 1. April 2010 von dem Düsseldorfer Unternehmen Pulcra Chemicals, früher ein Teil der Henkel-Gruppe und ehemalige Tochterfirma von Cognis, übernommen. Seit März 2011 ist der Standort Geretsried Hauptsitz von Pulcra Chemicals.
Der 1945 in Dresden verbliebene Produktionsstandort wurde teilweise verstaatlicht und 1972 gänzlich zu einem Volkseigenen Betrieb. Er produzierte hauptsächlich Hilfsmittel zur Textilveredlung. Er ging ab 1976 im VEB Fettchemie Karl-Marx-Stadt auf, das seinerseits wiederum auf ein Unternehmen zurückgeht, das 1881 in Kappel bei Chemnitz von Hermann Theodor Böhme, einem Bruder des Dresdner Unternehmensgründers Adolf Theodor Böhme, gegründet wurde.